# Pasji dani
Pasji dani je naziv za razdoblje koje obuhvaća kraj proljeća i veći dio ljeta. Svojstvo su mu vrlo velike vrućine. Kalendarski traju od lipnja do početka rujna. Zemljopisno područje koje je zahvaćeno ovom pojavom su umjerene zemljopisne širine. Ime ovog razdoblja nastalo je još u starom vijeku. Sveza je sjajna zvijezda na noćnom nebu Sirius koja se nalazi u zviježđu Velikog psa. Ljetnih mjeseci Sirius se pojavljuje na obzoru malo prije nego što izađe Sunce, što su u starim vremenima povezivali kao uzrokom dodatne topline, odnosno ljetnih vrućina.